# قطع الرأس في الإسلام

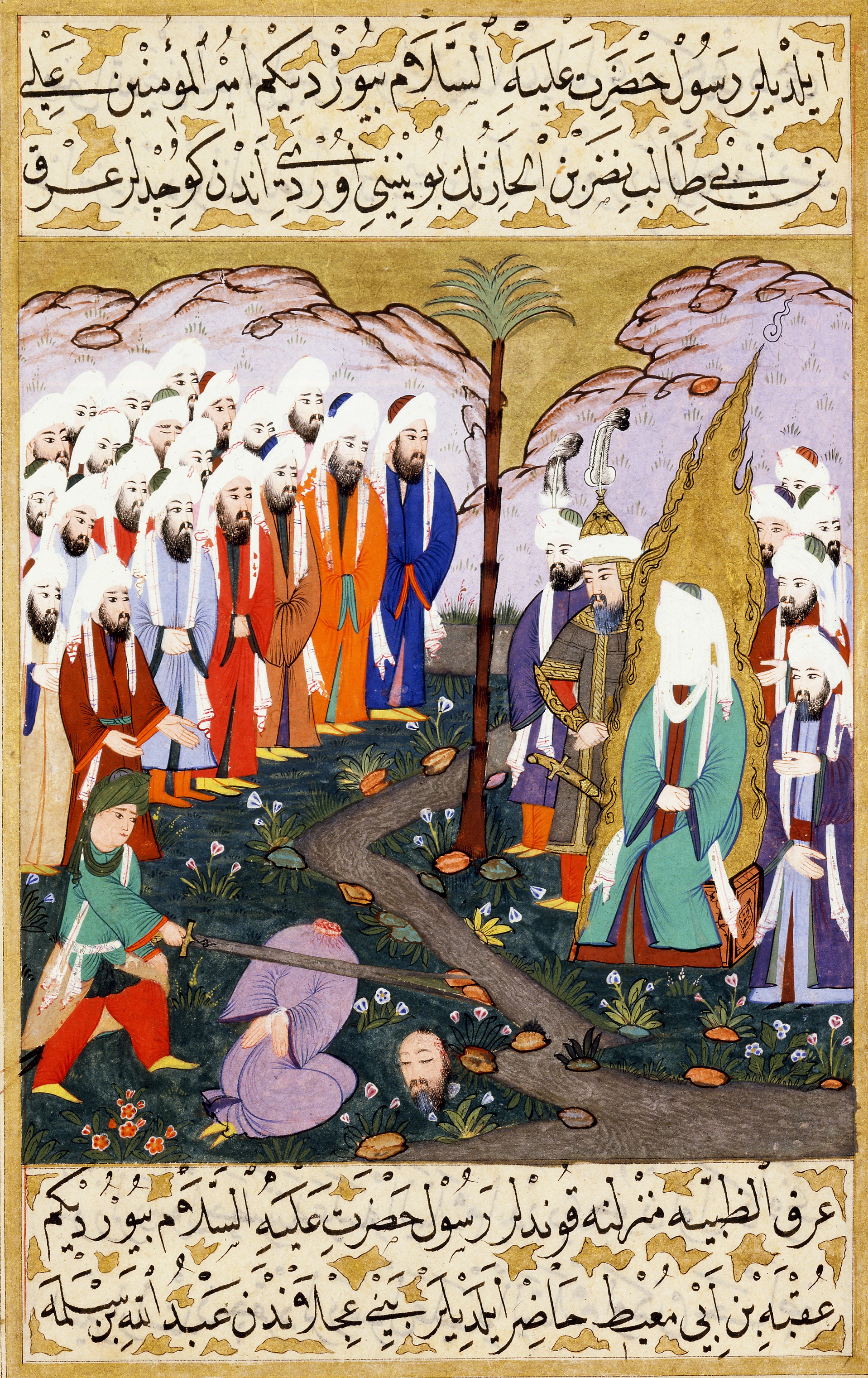

قطع الرأس في الإسلام هي طريقة معتادة للتنفيذ في الشريعة الإسلامية ما قبل الحديثة، على غرار القانون الأوروبي ما قبل الحديث، وقد تم التخلي عن استخدامه في معظم البلدان بحلول نهاية القرن العشرين حاليا، يتم استخدامه فقط في المملكة العربية السعودية، كما أنها لا تزال طريقة قانونية للإعدام في قطر واليمن، ويقال إنها استخدمت في عام 2001 في إيران وفقاً لمنظمة العفو الدولية، حيث لم تعد مستخدمة.
في الآونة الأخيرة، استخدمت المنظمات الجهادية غير الحكومية مثل تنظيم «الدولة الإسلامية في العراق والشام» و«التوحيد والجهاد» قطع الرأس كوسيلة لقتل الأسرى. ومنذ عام 2002، عمّموا أشرطة فيديو مقطوعة الرأس كشكل من أشكال الإرهاب والدعاية،  وقد أدينت أعمالهم من قبل الجماعات المسلحة والإرهابية الأخرى، وكذلك من قبل العلماء والمنظمات الإسلامية السائدة.

## الخلفية والسياق
استمر استخدام قطع الرأس للعقاب حتى القرن العشرين في كل من الدول الإسلامية وغير الإسلامية،.

## قطع الرأس في القرآن
هناك نقاش حول ما إذا كان القرآن يناقش قطع الرأس،  اثنتان من السور استطاعت أن تزوّد تبرير ليقطع في سياق الحرب: ﴿إِذْ يُوحِي رَبُّكَ إِلَى الْمَلَائِكَةِ أَنِّي مَعَكُمْ فَثَبِّتُوا الَّذِينَ آمَنُوا سَأُلْقِي فِي قُلُوبِ الَّذِينَ كَفَرُوا الرُّعْبَ فَاضْرِبُوا فَوْقَ الْأَعْنَاقِ وَاضْرِبُوا مِنْهُمْ كُلَّ بَنَانٍ ۝١٢﴾ [الأنفال:12] وفي قوله: ﴿فَإِذَا لَقِيتُمُ الَّذِينَ كَفَرُوا فَضَرْبَ الرِّقَابِ حَتَّى إِذَا أَثْخَنْتُمُوهُمْ فَشُدُّوا الْوَثَاقَ فَإِمَّا مَنًّا بَعْدُ وَإِمَّا فِدَاءً حَتَّى تَضَعَ الْحَرْبُ أَوْزَارَهَا ذَلِكَ وَلَوْ يَشَاءُ اللَّهُ لَانْتَصَرَ مِنْهُمْ وَلَكِنْ لِيَبْلُوَ بَعْضَكُمْ بِبَعْضٍ وَالَّذِينَ قُتِلُوا فِي سَبِيلِ اللَّهِ فَلَنْ يُضِلَّ أَعْمَالَهُمْ ۝٤﴾ [محمد:4]
بين أئمة المفسرين، يفسر فخر الدين الرازي الجملة الأخيرة من 8:12 على أنها تعني ضرب الأعداء بأي طريقة ممكنة، من رؤوسهم إلى أطرافهم. قرأ القرطبي الإشارة إلى ضرب في الرقاب على أنها تنقل خطورة وشدة القتال، بالنسبة للقرطبي والطبري وابن كثير، يشير التعبير إلى إيجاز الفعل، لأنه يقتصر على المعركة وليس أمراً مستمراً.
وقد أشار بعض المعلقين إلى أن الإرهابيين يستخدمون تفسيرات بديلة لهذه السور لتبرير قطع رؤوس الأسرى، ولكن هناك اتفاق بين العلماء على أن لهم معنى مختلفاً، وعلاوة على ذلك، وفقا لراشيل سلوم، سورة 47:4 يذهب إلى التوصية الكرم أو فدية عند شن الحرب، ويشير إلى فترة عندما تم اضطهاد المسلمين واضطرإلى الكفاح من أجل بقائهم.

## قطع الرأس في الشريعة الإسلامية
كان قطع الرأس هو الأسلوب العادي لتنفيذ عقوبة الإعدام بموجب الشريعة الإسلامية التقليدية، وكان من الطرق العاديّة المنفذة في الإمبراطورية العثمانية.
والمملكة العربية السعودية هي حالياً البلد الوحيد في العالم الذي يستخدم قطع الرأس في إطار نظامها القانوني الإسلامي،  معظم عمليات الإعدام التي نفذتها الحكومة في المملكة العربية السعودية هي قطع رؤوس عامة، والتي عادة ما تسبب تجمعات جماهيرية ولكن لا يسمح بتصويرها.
ووفقاً لمنظمة العفو الدولية، قامت سلطات الدولة في إيران بقطع الرأس في الآونة الأخيرة في عام 2001، ولكن اعتباراً من عام 2014 لم يعد يستخدم،  هو أيضا شكل قانونيّة تنفيذ في قطر واليمن.

## بروز تاريخيّة
إعدام رجال بتهمة انتهاك المعاهدة، حيث قُتل عدة مئات في عام 627.
بعد معركة حطين (1187)، قطع صلاح الدين شخصيا ً رأس رينالد من شاتيلون، فارس مسيحي خدم في الحملة الصليبية الثانية ونظم هجمات ضد أقدس مدينتين في الإسلام.
غزت قوات الإمبراطورية العثمانية مدينة أوترانتو وقلعتها في عام 1480 وحاصرتها، ووفقاً لرواية تقليدية، تم قطع رأس أكثر من 800 من سكانها - الذين رفضوا اعتناق الإسلام - بعد القبض عليهم، وهم معروفون باسم «شهداء أوترانتو»،  شككت تاريخ من هذا حساب يتلقّى يكون بطالبات حديثة.
أعلن محمد أحمد نفسه المهدي في عام 1880، وقاد الجهاد ضد الإمبراطورية العثمانية وحلفائها البريطانيين، وقد قطع هو وأتباعه رؤوس المعارضين، المسيحيين والمسلمين على حد سواء، بمن فيهم الجنرال البريطاني تشارلز غوردون.

## الاستخدام الحديث من قبل الجهات الفاعلة من غير الدول
تعود الحالات الحديثة لقطع رأس الإسلاميين إلى تسعينات القرن الماضي على الأقل، في الحرب الشيشانية الأولى (1994-1996)، أدى قطع رأس يفغيني روديونوف، وهو جندي روسي رفض اعتناق الإسلام، إلى تبجيل البعض داخل الكنيسة الأرثوذكسية الروسية كشهيد. في عام 1997، قطعت الجماعة الإسلامية المسلحة الجزائرية رأس 80-200 قروي في بنثاليا.
أثار قطع رأس الصحفي الأمريكي دانيال بيرل في عام 2002 على يد خالد شيخ محمد، عضو تنظيم القاعدة في باكستان، اهتماما دوليا تعزز هُنا من خلال نشر شريط فيديو قطع الرأس،  الاشمئزاز في المجتمع الإسلامي أدى تنظيم القاعدة إلى التخلي عن قطع رؤوس الفيديو،  واصلت الجماعات في العراق بقيادة أبو مصعب الزرقاوي والتوحيد والجهاد ولاحقاً تنظيم الدولة الإسلامية في العراق والشام هذه الممارسة، منذ 2002، يتلقّى هم يتلقّى يكون شاملة يعمّر يقطع فيديوهات كشكل من ذعر ودعاية،  واحدة من جرائم قتل الزرقاوي الأكثر شهرة كانت قتل الأمريكي ينك بيرغ.
ومنذ عام 2004، بدأ المتمردون في جنوب تايلاند في بث الخوف في الهجمات التي تم فيها قطع رؤوس الرجال والنساء من الأقلية البوذية المحلية،  في 18 يوليو-تمّوز 2005 دخل اثنان مناضلات [تيشوب] في تايلاند الجنوبيّة. مؤسس قناة بريدجز التلفزيونية، وهي قناة كابل إسلامية مقرها في الأصل في بوفالو، نيويورك التي تهدف إلى مكافحة التصورات السلبية للمسلمين التي كانت تسيطر على التغطية الإعلامية السائدة، قطع رأس زوجته في عام 2009 في مكاتب تلفزيون بريدجز. وفقا لبيترر. نيومان، مدير المركز الدولي لدراسة التطرف والعنف السياسي في كلية كينغز في لندن، فإن أشرطة الفيديو الفيروسية قطع الرأس تهدف، وهي على الأقل فعالة إلى حد ما، كأداة تجنيد للجهاد بين كل من شباب الغرب والشرق الأوسط. ويقول مراقبون آخرون أنه في حين أن تنظيم القاعدة استخدم قطع الرأس في البداية كأداة للدعاية، إلا أنه قرر في وقت لاحق أنهم تسببوا في تراجع المسلمين عن الإسلاموية وأنه على الرغم من أن تنظيم «الدولة الإسلامية» /تنظيم «الدولة الإسلامية» ينشر بحماس قطع الرأس كتكتيك في عام 2014، فإنه قد يجد أيضاً أن التكتيك يعود بنتائج عكسية. تيموثي ر. مفروشة، كأستاذ مساعد للتاريخ الإسلامي، يتناقض مع إعدامات الحكومة السعودية، وفقا للمعايير التي تقلل من الألم، مع الجهات الفاعلة غير الحكومية الذين اختاروا طريقة نشر بطيئة وتعذيب لإرهاب الغرب الجمهور."

## حوادث قطع رأس تنظيم الدولة الإسلامية في العراق والشام
وفي كانون الثاني/يناير 2015، ظهرت نسخة من قانون العقوبات الخاص بتنظيم الدولة الإسلامية في العراق والشام تصف العقوبات التي يفرضها في المناطق الخاضعة لسيطرته، بما في ذلك قطع الرؤوس. وقد نشرت أشرطة الفيديو قطع الرأس في كثير من الأحيان من قبل أعضاء داعش على وسائل الاعلام الاجتماعية. أجرى العديد من قطع الرؤوس بالفيديو من قبل محمد إموازي، الذي أشارت إليه وسائل الإعلام باسم «جهادي جون» قبل التعرف عليه.
وحظيت عمليات قطع الرؤوس بتغطية واسعة في جميع أنحاء العالم وحظيت بإدانة دولية. وافترض العالم السياسي ماكس أبراهمز أن تنظيم «الدولة الإسلامية في العراق والشام» قد يستخدم قطع الرؤوس التي تم الإعلان عنها بشكل جيد كوسيلة للتميز بين تنظيم «القاعدة في العراق»، وتعريف نفسه بخالد شيخ محمد، عضو تنظيم «القاعدة» الذي قطع رأس دانيال بيرل. يمثّل قطع رؤوس نسبة صغيرة من مجموعة كبيرة من الناس يقتل يتبع اعتقال ب [إيسد].

### إدانة المسلمين
وقد أدان العلماء الإسلاميون والمنظمات الإسلامية الرئيسية في جميع أنحاء العالم، فضلا عن الجماعات المسلحة والإرهابية مثل حزب الله وحماس والقاعدة هذه الممارسة.

### الأثر على تغطية الحرب
وقد جادل بعض المحللين بأن قطع رؤوس الصحفيين والعاملين في مجال الإغاثة، إلى جانب عمليات اختطاف وإعدام مراقبين مستقلين في مناطق الحرب السورية، قد أجبرت وسائل الإعلام الدولية على الاعتماد حصراً على التقارير التي يتم بشكل مباشر أو غير مباشر بتأثير من قبل المتمردين وجماعات المعارضة، وبهذه الطريقة سمح لهذه الأخيرة لإملاء تغطية الأحداث في المناطق الخاضعة لسيطرتها.